# Satolas-et-Bonce
Satolas-et-Bonce är en kommun i departementet Isère i regionen Auvergne-Rhône-Alpes i sydöstra Frankrike. Kommunen ligger i kantonen La Verpillière som tillhör arrondissementet La Tour-du-Pin. År 2022 hade Satolas-et-Bonce 2 540 invånare.

## Befolkningsutveckling
Antalet invånare i kommunen Satolas-et-Bonce
Referens:INSEE